# Kazimierz Brandys
Kazimierz Brandys (Łódź, 27 ottobre 1916 – Parigi, 11 marzo 2000) è stato uno scrittore polacco, noto come romanziere, saggista e sceneggiatore.

## Biografia
Nacque in una famiglia di letterati, tra i quali si annovera il fratello Marian Brandys.
Studiò legge alla Università di Varsavia.
Negli anni di intervallo tra le due guerre mondiali si avvicinò agli ideali di sinistra, iscrivendosi all'Unione della  Gioventù Socialista.
Dal 1935 svolse l'attività di critico teatrale per conto delle prestigiose riviste letterarie Kuźnia Młodych e Nowa Kultura, mentre tra il 1945 ed il 1950 fu redattore del settimanale Kuźnica.
Dopo la fine della seconda guerra mondiale, Brandys iniziò la carriera di scrittore con il suo primo romanzo Miasto niepokonane ("La città non vinta", 1946), dedicato alla eroica resistenza polacca durante l'occupazione nazista, evidenziando un grande interesse per la politica. Nello stesso periodo allacciò contatti e collaborazioni con il partito comunista polacco ispirando e promuovendo il programma di indottrinamento culturale.

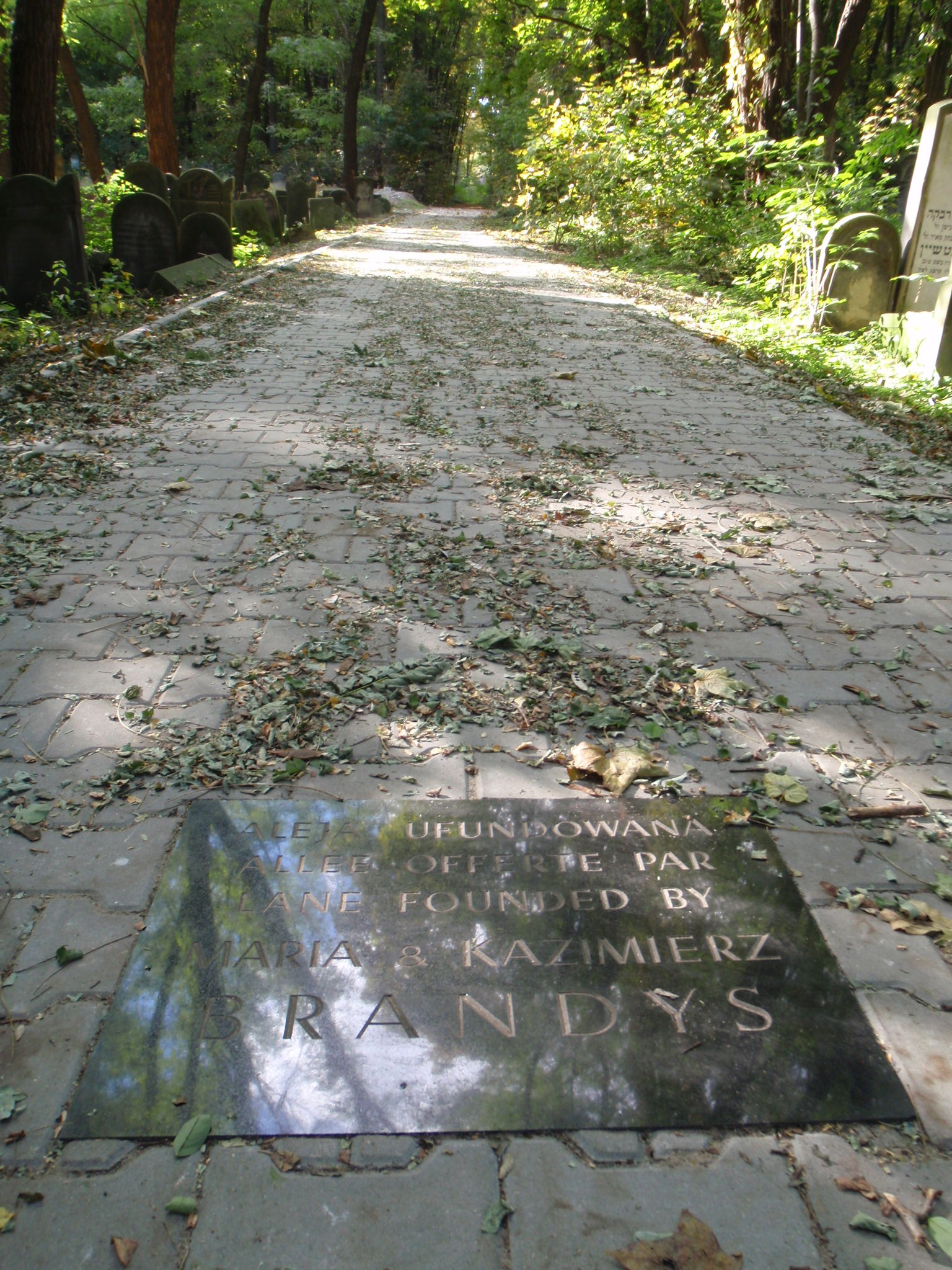

Dopo l'uscita del libro Drewniany Kon ("Il cavallo di legno", 1946), nei cinque anni successivi, l'autore pubblicò il ciclo intitolato Miedzy wojnami ("Fra le due guerre") costituito dai romanzi Sansone, Troia città aperta, L'uomo non muore e Antigone dedicato a fornire un quadro completo delle generazioni formatesi ai tempi del fascismo e indirizzate dopo la guerra ai nuovi corsi politici e sociali.
Nel 1957 pubblicò l'opera Matka Krolow ("La Madre dei Re"), in cui si manifestarono le prime avvisaglie dei conflitti e delle incertezze dei comunisti post-staliniani.
Riscosse un grande successo di pubblico e di critica il volume di saggi intitolato Listy do Pani Z ("Lettere alla Signora Z.") uscito nel 1958.
Nel 1966 lasciò il partito comunista in segno di protesta per la repressione politica di quegli anni.
Dal 1970 insegnò alla Sorbona di Parigi e nel 1976 fu uno dei promotori della Lettera dei 59, un manifesto di promotori dei mutamenti della Costituzione polacca.
Tra il 1977 e il 1980 svolse il ruolo direttivo della rivista Zapis.
Morì a Parigi nel 2000.

## Filmografia

### Soggetto
- Samson, regia di Andrzej Wajda (1961)
- Jak być kochana, regia di Wojciech Has (1962)
- Sposób bycia, regia di Jan Rybkowski (1966)
- Bardzo starzy oboje, regia di Jan Rybkowski - cortometraggio (1967)
- Spokojne lata, regia di Andrzej Kotkowski (1982)
- Matka Królów, regia di Janusz Zaorski (1987)
- Kapelusz, regia di Agnieszka Smoczynska - cortometraggio (2003)

### Sceneggiatura
- Dr Faul, regia di Jerzy Gruza, episodio di Teatr telewizji - serie TV (1953)
- Samson, regia di Andrzej Wajda (1961)
- Jak być kochana, regia di Wojciech Has (1962)
- Sposób bycia, regia di Jan Rybkowski (1966)
- Bardzo starzy oboje, regia di  Jan Rybkowski - cortometraggio (1967)
- Spokojne lata, regia di Andrzej Kotkowski (1982)